# 康宁街道
康宁街道，是中华人民共和国辽宁省锦州市凌河区下辖的一个乡镇级行政单位。

## 行政区划
康宁街道下辖以下地区：
北劳保社区、西劳保社区、新制社区、康宁社区、松坡园西社区和关单新村社区。